# 琅邪郡
琅邪郡（琅琊郡、瑯邪郡、瑯琊郡、ろうや-ぐん）は、中国にかつて存在した郡。秦代から唐代にかけて、現在の山東省東南部と江蘇省東北部にまたがる地域に設置された。

## 概要
紀元前221年（始皇26年）、秦が斉を滅ぼして中国を統一すると、天下を36の郡に分けたが、このとき瑯琊郡が置かれた。郡治は瑯琊県に置かれた。
前漢のとき、琅邪郡は徐州に属し、東武・不其・海曲・贛楡・朱虚・諸・梧成・霊門・姑幕・虚水・臨原・琅邪・祓・柜・缾・邞・雩叚・黔陬・雲・計斤・稲・皋虞・平昌・長広・横・東莞・魏其・昌・茲郷・箕・椑・高広・高郷・柔・即来・麗・武郷・伊郷・新山・高陽・崑山・参封・折泉・博石・房山・慎郷・駟望・安丘・高陵・臨安・石山の51県を管轄した。『漢書』によれば前漢末に22万8960戸、107万9100人があった。
王莽のとき、填夷郡（ちんいぐん）と改称された。
後漢が建てられると、琅邪郡の称にもどされた。41年（建武17年）、光武帝の子の劉京が琅邪王に封じられると、琅邪郡は琅邪国に改められ、開陽県に郡治が置かれた。開陽・東武・琅邪・東莞・西海・諸・莒・東安・陽都・臨沂・即丘・繒・姑幕の13県を管轄した。
晋のとき、琅邪国は開陽・臨沂・陽都・繒・即丘・華・費・東安・蒙陰の9県を管轄した。
南朝宋のとき、琅邪郡は費・即丘の2県を管轄した。
北魏のとき、琅邪郡は北徐州に属し、即丘・費の2県を管轄した。
北周のとき、北徐州は沂州と改称され、琅邪郡は沂州に属した。
583年（開皇3年）、隋が郡制を廃すると、琅邪郡は沂州と改められた。607年（大業3年）に州が廃止されて郡が置かれると、沂州は琅邪郡と改称された。臨沂・費・顓臾・新泰・沂水・東安・莒の7県を管轄した。
621年（武徳4年）、徐円朗が唐に滅ぼされると、琅邪郡は唐の沂州となった。742年（天宝元年）、沂州は琅邪郡と改称された。758年（乾元元年）、琅邪郡は沂州と改称され、琅邪郡の呼称は姿を消した。